# اوغراک (بایبورد)
اوغراک (به ترکی استانبولی: Uğrak) (به ارمنی: Վարզահան) (به کردی: Varzihan) یک منطقهٔ مسکونی در ترکیه است که در بایبورد واقع شده‌است. اوغراک ۳۷۳ نفر جمعیت دارد.